# محطة باكس للطاقة النووية
محطة باكس للطاقة النووية، التي تبعد مسافة 5 كيلومترات (3.1 ميل) عن بلدة باكس وسط هنغاريا، هي محطة توليد الطاقة النووية الأولى والوحيدة قيد التشغيل في هنغاريا. في عام 2019، أنتجت مفاعلات المحطة الأربعة 50% من إنتاج هنغاريا للطاقة الكهربائية.

## المعايير الفنية
يُعد مفاعل القدرة المائي-المائي (في في إي آر) النسخةَ السوفييتية من مفاعل الماء المضغوط. يشير الرقم الذي يتلو اسم المفاعل «في في إي آر»، وهو في هذه الحالة 440، إلى ناتج الطاقة الأعلى للتصميم الأصلي. كان مفاعل «في في إي آر 440» من طراز ڤي 213 نتاجًا لأول متطلبات السلامة الموحدة التي خرج بها المصممون السوفييت. يتضمن هذا النموذج نظام تبريد للب المفاعل في حالات الطوارئ، ونظام احتياطي للتزوّد بالمياه، بالإضافة إلى أنظمة محسنة لقياس تموضع الحوادث.
يحوي كل مفاعل 32 طنًا من وقود ثنائي أكسيد اليورانيوم خفيف التخصيب. يستغرق الوقود في المتوسط 3 سنوات لينفد (أو «يحترق») ضمن المفاعلات؛ تُخزن قضبان الوقود بعد ذلك لخمس سنوات في بركة تبريد مجاورة قبل إزالتها للتخلص الكامل منها.
تعود ملكية المحطة بالكامل إلى ماغر فيلاموش موفيك (مجموعة إم في إم) المملوكة للدولة. تُبقي البلديات على عدد قليل من الأسهم، في حين تحتفظ الحكومة الهنغارية بأفضلية التصويت أو ما يُسمى «الحصة الذهبية».
تم شراء وعاء ضغط للمفاعل جديد بالكامل من بولندا بعد التخلي عن مشروع محطة جارنوفيك للطاقة النووية في عام 1990.

## تمديد العمر
في عام 2000، أجرت محطة باكس للطاقة النووية دراسة جدوى خلصت إلى أن المحطة قد تظل قيد التشغيل لمدة 20 سنة أخرى بعد مدة التصميم الأصلية البالغة 30 سنة. جُددت الدراسة مرة أخرى في عام 2005 وخرجت بنتائج مماثلة. في شهر نوفمبر من عام 2005، أصدر البرلمان الهنغاري قرارًا بأغلبية ساحقة من الحزبين الجمهوري والديمقراطي يؤيد تمديد عمر المحطة. خلصت دراسة الجدوى إلى أن الأجزاء غير القابلة للاستبدال في حالة تسمح لها بالعمل 20 سنة أخرى، في حين أن قلةً من الأجزاء القابلة للاستبدال في حاجة إلى التغيير أو التجديد.
أُجريت استطلاعات متكررة حول رأي العامة بشأن تمديد عمر المحطة، وخلصت إلى تأييد القرار بنسبة تصل إلى 70%.
في أعقاب كارثة فوكوشيما النووية في الأول من مارس عام 2011، قالت الحكومة الهنغارية إنها سوف تجري اختبارًا للإجهاد في محطة باكس للطاقة النووية بهدف تقييم سلامتها، لكنها لن تتخلى عن خططها في تمديد العمر الافتراضي للمحطة، وستمضي قدمًا في خطط التوسع.
مُنحت الوحدة 1 تمديدًا للترخيص حتى 2032 في عام 2012، ومُنحت الوحدة 2 تمديدًا حتى عام 2034 في عام 2014، ومُنحت الوحدة 3 تمديدًا حتى 2037 في عام 2017.
ستعمل شركة ألستوم على توفير خدماتها لمولدات الطاقة التسعة من إنتاج شركة غانز في الفترة ما بين عامي 2013 و2021.

## استهلاك الطاقة
بفضل عمليات التحسين، والتحديث، وتحسين الوقود، أمكن زيادة الطاقة الإنتاجية لمفاعل الوحدة 4 بأمان إلى 500 ميغاواط في عام 2006، تلتها الوحدة 1 في عام 2007. مع تحديث الوحدتين المتبقيتين، وصل معدل الطاقة التي تنتجها المحطة إلى 2000 ميغاواط في عام 2009.